# گورستان دوز دره سی
گورستان دوز دره سی مربوط به هزاره ۱- دوران‌های تاریخی پس از اسلام است و در شهرستان نمین، بخش مرکزی، روستای عنبران سفلی واقع شده و این اثر در تاریخ ۲۷ مرداد ۱۳۸۲ با شمارهٔ ثبت ۹۶۸۳ به‌عنوان یکی از آثار ملی ایران به ثبت رسیده است.